# Paradoks Peto
Paradoks Peto – obserwacja statystyczna, której dokonał Richard Peto, porównywając występowanie nowotworów u różnych gatunków. Według niej nie występuje korelacja między wielkością gatunku a jego zapadalnością na nowotwory.
Istnieje hipoteza, że każda komórka może stać się komórką nowotworową w wyniku przypadkowej mutacji (lub mutacji wywołanej przy udziale rakotwórczych związków chemicznych). Jeśli więc osobnik danego gatunku składa się z większej liczby komórek, to powinien częściej chorować na nowotwory, bo ma więcej komórek, z których każda może się zamienić w nowotworową. Tak się jednak nie dzieje, np. wieloryby chorują na nowotwory znacznie rzadziej od ludzi.